# 150 років Центральному державному історичному архіву України (монета)
«150 ро́ків Центра́льному держа́вному істори́чному архі́ву Украї́ни» — пам'ятна монета України, присвячена одному з найдавніших архівосховищ держави — Центральному державному історичному архіву України, м. Київ, який було засновано в 1852 році за ініціативою Тимчасової комісії для розгляду давніх актів при київському, подільському та волинському генерал-губернаторові та який розпочав свою діяльність в 1853 році. Сьогодні зібрання архіву налічує близько 1,5 млн одиниць зберігання унікальних документів з історії України XIII — початку XX століть, серед яких є пергаментні грамоти XIII — XV ст., універсали українських гетьманів, Колекція інкунабул та стародруків, Архів Коша Нової Запорізької Січі, Генеральний опис Лівобережної України, документи установ Гетьманщини, монастирських і церковних фондів, особові фонди.
Монету введено в обіг 19 вересня 2003 року. Вона належить до серії «Інші монети».

## Опис монети та характеристики
| Номінал грн. | Метал                                                       | Маса, г | Діаметр, мм | Якість виготовлення | Гурт                 | Тираж, штук |
| ------------ | ----------------------------------------------------------- | ------- | ----------- | ------------------- | -------------------- | ----------- |
| 5            | біметалеві із недорогоцінних металів (CuAl5Zn5Sn1 — CuNi25) | 9,4     | 28,0        | звичайна            | секторальне рифлення | 30 000      |

### Аверс
На аверсі монети розміщено написи: у центрі рукописним шрифтом — «ГРИВЕНЬ», над яким номінал монети — «5», у зовнішньому колі — «УКРАЇНА» (угорі), «2003» (унизу). Праворуч унизу — малий Державний Герб України на фоні сургучної печатки та логотип Монетного двору Національного банку України.

### Реверс

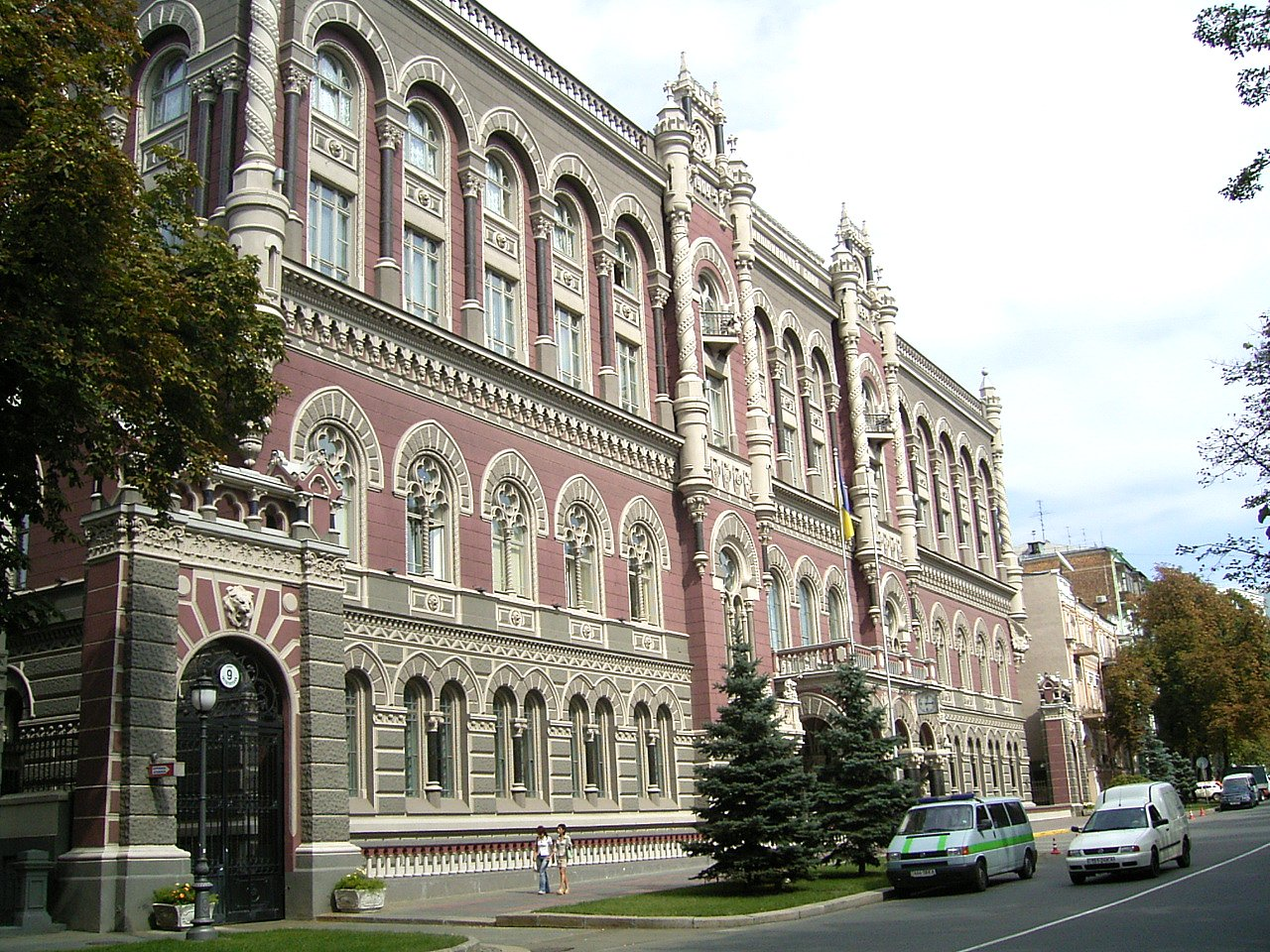
Будівля Національного банку України

На реверсі монети зображено пісковий годинник, як символ часу, на тлі якого розміщено дати — «1852» (угорі) та «2002» (унизу), ліворуч та праворуч від годинника — книги, карти, фотографії. По колу розміщено напис: «ЦЕНТРАЛЬНИЙ ДЕРЖАВНИЙ ІСТОРИЧНИЙ АРХІВ УКРАЇНИ».

## Автори
- Художник — Корень Лариса.
- Скульптор — Іваненко Святослав.

## Вартість монети
Під час введення монети в обіг 2003 року, Національний банк України розповсюджував монету через свої філії за номінальною вартістю — 5 гривень.
Фактична приблизна вартість монети, з роками змінювалася так:
| Рік        | 2010 | 2011 | 2012 | 2013 | 2014 | 2015 | 2016 | 2017 | 2018 | 2019 | 2020 | 2021 | 2022 | 2023 | 2024 | 2025 |
| ---------- | ---- | ---- | ---- | ---- | ---- | ---- | ---- | ---- | ---- | ---- | ---- | ---- | ---- | ---- | ---- | ---- |
| Ціна, грн. | 45   | 45   | 50   | 70   | 100  | 150  | 225  | 240  | 270  | 300  | 270  | 280  | 320  | 460  | 550  | 770  |